# ليونغينو أونزايم
ليونغينو أونزايم (بالإسبانية: Leongino Unzaim)‏ لاعب كرة قدم باراغواياني معتزل كان يجيد اللعب في مركز المهاجم .
لعب أونزايم في أندية أوليمبيا أسونسيون ، لاتسيو ، طولون (1953-1956) بوردو (1956-1957) بيزيرز (1957-1958) روين (1958) غرونوبل (1958-1959) .
تم استدعاء أونزايم للمشاركة مع منتخب الباراغواي في بطولة كأس العالم لكرة القدم 1950 التي أقيمت في البرازيل . على الرغم من مشاركته أساسيا إلا أنه لم يستطع أن يساهم سوى في التعادل مع منتخب السويد 2-2 ثم الخسارة من منتخب إيطاليا 0-2 وبالتالي احتلال المركز الثالث والخروج من الدور الأول .

## روابط خارجية
- ليونغينو أونزايم على موقع الاتحاد الدولي (مؤرشف)  (الإنجليزية)
- ليونغينو أونزايم على موقع قاعدة بيانات كرة القدم.إي يو (الإنجليزية)
- ليونغينو أونزايم على موقع ناشيونال فوتبول تيمز (الإنجليزية)
- ليونغينو أونزايم على موقع Soccerway.com (الإنجليزية)
- ليونغينو أونزايم على موقع عالم كرة القدم.نت (الإنجليزية)